# Bandera de la provincia de Córdoba (Argentina)
La bandera de la provincia de Córdoba fue adoptada oficialmente el 16 de diciembre de 2010.

## Historia

### Banderas de 1815
En 1815 cuando Córdoba se sumó al movimiento federal preconizado por José Gervasio Artigas, integrando la Unión de los Pueblos Libres, esta provincia utilizó una bandera de tres franjas horizontales iguales: la superior blanca, la central celeste o azul celeste y la inferior, de color rosado. Según otra imagen de la época, la disposición de colores sería: rojo superior, blanca central y celeste inferior. Sin embargo, poco después se regresó a la bandera de la Liga Federal, que estuvo en uso hasta 1820. Ese año, el gobernador Juan Bautista Bustos estableció el uso de la bandera nacional. 

Bandera de Córdoba (1815)
Bandera de Córdoba (1815-1825)
Bandera de la Liga Federal, usada de fines de 1815 a 1820.

### Bandera propuesta en 1986

Bandera propuesta pero no aprobada en 1986.

En 1986 se propone una bandera con los tres colores similares aunque dispuestos en franjas verticales, a los colores se le añadieron símbolos emblemáticos de la nacionalidad argentina: el Sol de Mayo y de la provincia de Córdoba: la torre del bastión. Esa bandera fue consensuada por el poder legislativo con el apoyo de los partidos radical y peronista, pero fue vetada por el entonces gobernador Eduardo Angeloz por la oposición de historiadores, quienes la consideraron secesionista.
Esta bandera posee tres franjas verticales de dimensiones similares. Desde el asta (es decir de izquierda a derecha), son blanca, azul claro y roja. El motivo para la variación de las franjas horizontales a las franjas verticales obedece a la disposición de los emblemas añadidos — los antedichos: Sol de Mayo y la torre de bastión — en el diseño de franjas horizontales la disposición de tales emblemas resulta antiestética, en el diseño de las franjas verticales aunque existe una asimetría esta se observa compensada por las líneas verticales predominantes de la torre clara sobre el fondo rojo punzó.
La franja blanca no posee dibujos internos, y la franja azul posee un sol en su interior. Estas representan a los colores patrios de la bandera de Argentina. La franja roja posee un castillo, en donde se distinguen una puerta principal y dos ventanas, que al igual que en el Escudo de la Provincia de Córdoba, representa un fuerte erigido por los españoles en defensa contra los conflictos entablados con la población indígena local.

### Bandera Oficial (Año 2010)

Bandera de Córdoba del 2010.

El 7 de julio de 2010, el gobernador de Córdoba Juan Schiaretti lleva al parlamento de la provincia el proyecto de ley para el diseño de la misma. Más tarde fue votado el proyecto bajo la ley provincial 9.806. La ley provincial sale con motivo de la conmemoración del Bicentenario de la Revolución de Mayo en la Argentina. 
El día 16 de diciembre del año 2010 por medio de un concurso provincial llevado a cabo por la Legislatura de la provincia de Córdoba  se elige al instituto argentino de ceremonial y relaciones públicas Inarce para que lleve adelante el diseño ganador.
Como resultado de este concurso el Instituto educativo presenta a la provincia de Córdoba el diseño del licenciado Cristian Baquero Lazcano, diseño que corresponde a la actual bandera.
El día 31 de agosto del año 2011 la Legislatura de la provincia de Córdoba sanciona la ley número 9.989 que declara el día 18 de septiembre como «Día de la Bandera de la Provincia de Córdoba» fecha dada en conmemoración del fallecimiento del General Juan Bautista Bustos quien fue el primer gobernador que tuvo la provincia.

### Modificación de los colores (Año 2014)

Actual bandera de Córdoba.

En 2014, la Legislatura de la Provincia de Córdoba sancionó la ley 10 193, la cual modifica los colores de la bandera.
| Bandera de la Provincia de Córdoba | Rojo           | Blanco   | Azul celeste  | Dorado        |
| ---------------------------------- | -------------- | -------- | ------------- | ------------- |
| Código                             | Pantone 7427-C | Artículo | Pantone 284-C | Pantone 873-C |
| Color                              |                |          |               |               |

## Diseño de la Bandera
La bandera que ganó el concurso está diseñada con tres bandas verticales. Sus colores son el rojo en la izquierda, blanco al centro y celeste en la derecha. Estos colores cumplen con un doble propósito que son rescatar los colores que fueron usados por José Gervasio Artigas quien fuere un caudillo creador de la liga de los pueblos libres. También se buscó en el diseño que sea compatible con los colores de las banderas de la provincia de Entre Ríos y Santa Fe, ambas provincias que junto a Córdoba integraban la llamada Región Centro.